# Benjamin Atkins
Benjamin Thomas Atkins (n. 26 august 1968, Louisiana, SUA – d. 17 septembrie 1997, Jackson, Michigan, SUA), cunoscut și sub numele de Ucigașul de pe Woodward Corridor, a fost un criminal în serie și violator american care a torturat, violat și ucis 11 femei în Highland Park și Detroit, Michigan, pe parcursul a opt luni, între decembrie 1991 și august 1992. A fost arestat pentru acuzații de viol și, în scurt timp, a mărturisit crimele. În aprilie 1994, a fost găsit vinovat și condamnat la mai multe sentințe pe viață⁠(d). A murit de SIDA în 1997.

## Copilăria
Benjamin "Tony" Atkins s-a născut pe 26 august 1968, la Detroit, fiind cel mai mic dintre cei doi fii. Familia sa trăia într-un cartier sărac, iar ambii părinți erau dependenți de droguri și alcoolici. La scurt timp după nașterea sa, tatăl lui Tony a părăsit familia. În 1970, mama lui Benjamin l-a abandonat, și el a ajuns într-un orfelinat, unde a petrecut copilăria și tinerețea. În timpul ce locuia acolo, a fost agresat fizic de alți copii, iar la vârsta de 10 ani, a fost violat de unul dintre angajați. Pe parcursul următorilor cinci ani, a fost supus continuu la hărțuire sexuală din partea altor băieți, până când a reușit să evadeze și să se reunească cu mama sa. Pentru o perioadă, a trăit împreună cu ea și cu fratele său mai mare, dar într-o zi, a descoperit că mama lui lucra ca prostituată. Din cauza acestui fapt, atât el, cât și fratele său au asistat la acte sexuale ale mamei cu clienții în casa lor de mai multe ori.
Disgustat de comportamentul mamei sale, el a părăsit din nou casa la sfârșitul anilor 1980, trăind pe străzi și consumând droguri, ceea ce i-a provocat o dependență de substanțe. Datorită lipsei de educație formală, Atkins a fost nevoit să lucreze în slujbe cu muncă necalificată, pentru salarii mici, și petrecea nopțile în adăposturi pentru persoane fără adăpost. În timpul liber, frecventa locuri populate de proxeneți și prostituate, dar nu a fost niciodată arestat pentru infracțiuni grave. Majoritatea cunoștințelor lui afirmă că îl apreciau foarte mult, dar totodată observau că atunci când era beat sau sub influența drogurilor, arăta semne de tulburare de personalitate antisocială și manifesta comportament misogin.

## Crimele
Atkins a ales în principal ca victime tinere nevoiașe, dar și o femeie de vârstă mijlocie (Vicki Beasley-Brown); victimele lui erau adesea prostituate sau dependente de droguri. El le ademenea în clădiri abandonate, unde le agresa sexual. După ce le strangula, le lăsa trupurile la locurile crimei, unele fiind descoperite luni după moarte.
Prima victimă descoperită a fost Debbie Ann Friday, în vârstă de 31 de ani, găsită pe 14 decembrie 1991, după ce dispăruse pe 8 decembrie.
Pe 30 decembrie, a fost găsit trupul Berthei Jean Mason, în vârstă de 26 de ani. Ea dispăruse pe 11 decembrie și fusese văzută pentru ultima oară părăsindu-și locuința și intrând într-un magazin, după care nu a mai fost văzută în viață.
Pe 3 ianuarie 1992, în timpul demolării unei case abandonate, muncitorii au descoperit trupul Patriciei Cannon George, în vârstă de 36 de ani, care fusese dată în urmărire la începutul lunii decembrie 1991 în urma unei percheziții la o ascunzătoare de droguri în Woodward Corridor.
Pe 25 ianuarie, a fost găsit cadavrul lui Vickiei Truelove, în vârstă de 39 de ani: ca și celelalte victime, ea fusese agresată sexual și strangulată. La sfârșitul lunii ianuarie, Atkins a fost arestat într-o clădire abandonată și dus la secția de poliție pentru interogatoriu. Din cauza lipsei de probe care să dovedească vinovăția lui în crime, el a fost eliberat.
Pe 17 februarie, au fost găsite cadavrele a trei femei în trei camere separate din fostul Hotel Monterey din Highland Park: erau Valerie Chalk, în vârstă de 34 de ani, Juanita Hardy, în vârstă de 23 de ani, și o femeie neidentificată, cunoscută sub numele de Jane Doe. Femeia neidentificată a fost identificată prin genealogie forensică în 2024, dar numele ei a fost ținut secret la cererea familiei. Rudele lui Chalk au informat poliția că ea dispăruse după ce fusese pusă pe lista persoanelor urmărite la începutul lunii noiembrie 1991.
Pe 9 aprilie, a fost găsit cadavrul Brendei Mitchell, în vârstă de 38 de ani, într-o casă abandonată, după ce dispăruse cu patru zile înainte împreună cu cei doi copii ai săi pentru a merge la magazin. Mitchell a fost găsită aproape complet goală, cu excepția unui fular înfășurat în jurul gâtului. Inițial, s-a crezut că moartea ei a fost cauzată de o supradoză de droguri.
Câteva zile mai târziu, pe 15 aprilie, a fost descoperit trupul parțial descompus al Vickiei Beasley-Brown, în vârstă de 43 de ani, care fusese văzută în viață pentru ultima oară pe 25 martie.
Pe 15 iunie, a fost găsit trupul Joannei O'Rourke, în vârstă de 40 de ani.

## Arestarea
Atkins a fost arestat pentru viol pe 21 august 1992, după ce a fost identificat pe o stradă din Detroit de Darlene Saunders, în vârstă de 34 de ani, pe care Atkins o agresase în octombrie 1991. Acesta a negat categoric orice implicare în aceste crime, susținând că era homosexual. După 12 ore, Atkins a recunoscut uciderea a 11 femei. El a descris în detaliu înfățișarea și îmbrăcămintea victimelor și chiar a indicat locul în care se aflau a 10-a și a 11-a victimă, Ocinena Waymer, în vârstă de 21 de ani, și LaTanya Showanda Smith, în vârstă de 29 de ani. Disparițiile lor nu au fost legate de omor până la mărturisirea lui Atkins, iar cadavrele au fost găsite în locul indicat în aceeași zi.
În timpul interogatoriului, Atkins a declarat că motivul crimelor a fost ura lui față de fetele și femeile implicate în prostituție. El a declarat că le ademenea pe victime în clădiri abandonate, oferindu-le droguri și alcool, pe lângă plata pentru serviciile lor sexuale.
În contradicție cu versiunea oficială a investigației, Atkins a revelat că prima victimă fusese de fapt Patricia George, pe care o ucisese în toamna anului 1991.
Întrucât nu au putut fi găsite dovezi fizice care să îl incrimineze, Atkins a fost acuzat numai pe baza mărturiei lui Saunders și a propriei sale confesiuni.

## Procesul
Procesul a început în ianuarie 1994. Aproximativ 150 de persoane, inclusiv rudele victimelor lui Atkins, au depus mărturie pentru acuzare în cadrul audierilor din tribunal. La una dintre audieri, Atkins a mărturisit crimele, dar a afirmat că este nebun. În cea mai mare parte a procesului, el nu a reacționat în niciun fel la ceea ce se întâmpla și părea să se izoleze de procedurile judiciare. Avocatul său a solicitat clemență față de clientul său, pe motiv că Atkins fusese abuzat în copilărie. Conform avocatului, trauma psihologică, combinată cu dependența de droguri, a dus în final la problemele sale mentale, emoționale și comportamentale. Cu toate acestea, după un proces de patru luni și trei zile de deliberări, juriul l-a găsit pe Benjamin Atkins vinovat, și în aprilie acelui an, el a fost condamnat la mai multe pedepse cu închisoare pe viață.

## Moartea
După condamnare, Atkins a fost transferat la Charles Egeler Reception and Guidance Center din Jackson, dar din cauza problemelor de sănătate, a fost rapid transferat la Spitalul Duane Waters, unde a murit pe 17 septembrie 1997, din cauza unei boli legate de SIDA.